# 山咀港
山咀港位於中國廣東省粤港澳大湾區江门市沿海的一個港口，每天提供渡輪服務往返港口與上川島和下川島之間。山咀港位於江门台山大廣海灣經濟區，港口於2003年12月15日合并入川島鎮繼續營運至今。

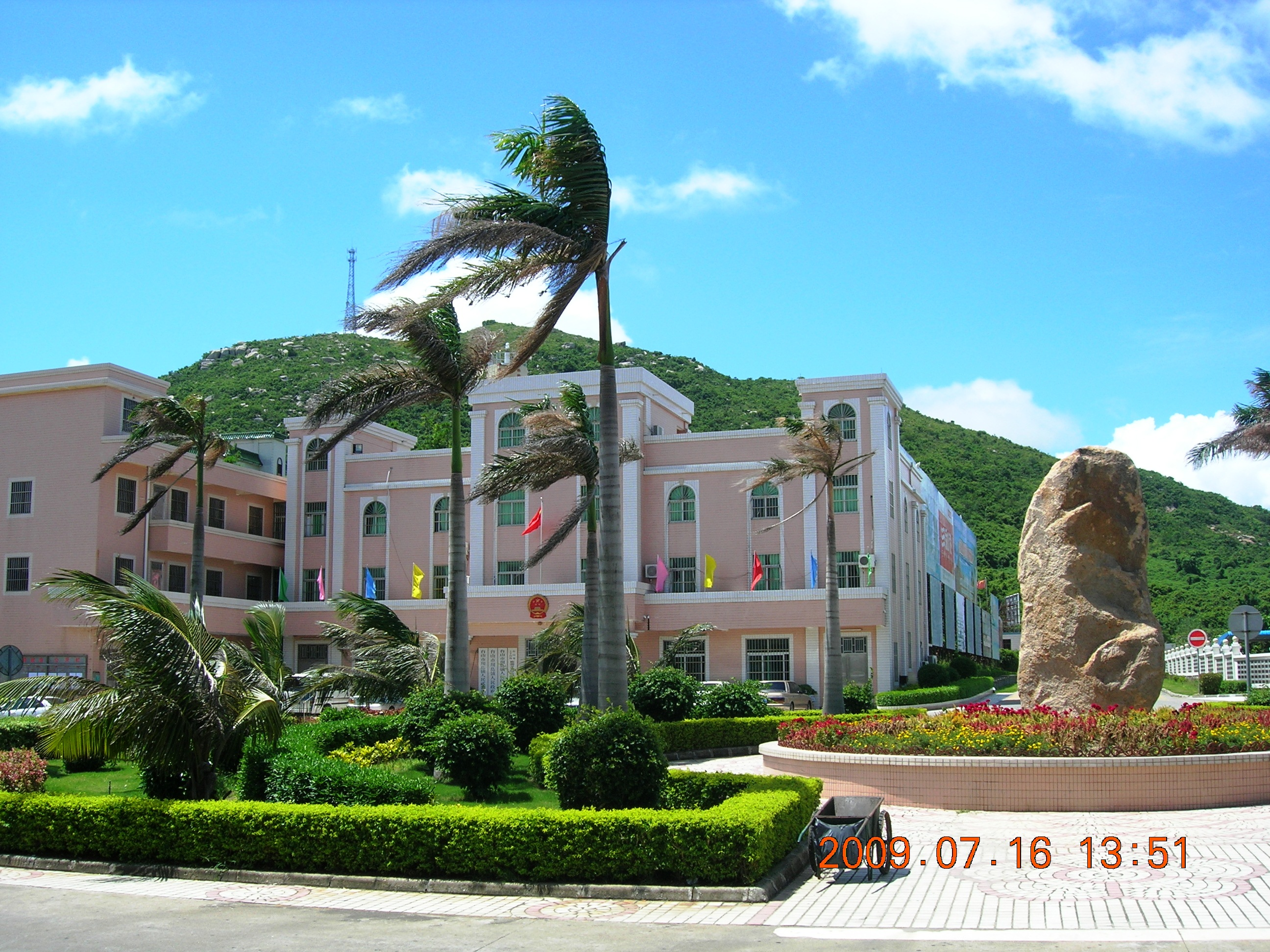
山咀码头

西部沿海高速公路上川收費站距港区只有4.5公里。

## 簡介
山咀港区位於南海北面，包含川島鎮山咀港來往上川島三洲港/下川島獨灣港三個碼頭及購物手信區。山咀碼頭與川山群島相距9.8海里。2022年6月26日，江门浪漫海岸国际旅游度假区项目动工仪式在台山下川岛举行，将结合“遊艇生活和滨海旅居”，打造一站式国际旅游度假综合体。

## 航線
航線主要往返川山群島：
- 山咀港 ↔ 上川島三洲港
- 山咀港 ↔ 下川島獨灣港

時間：

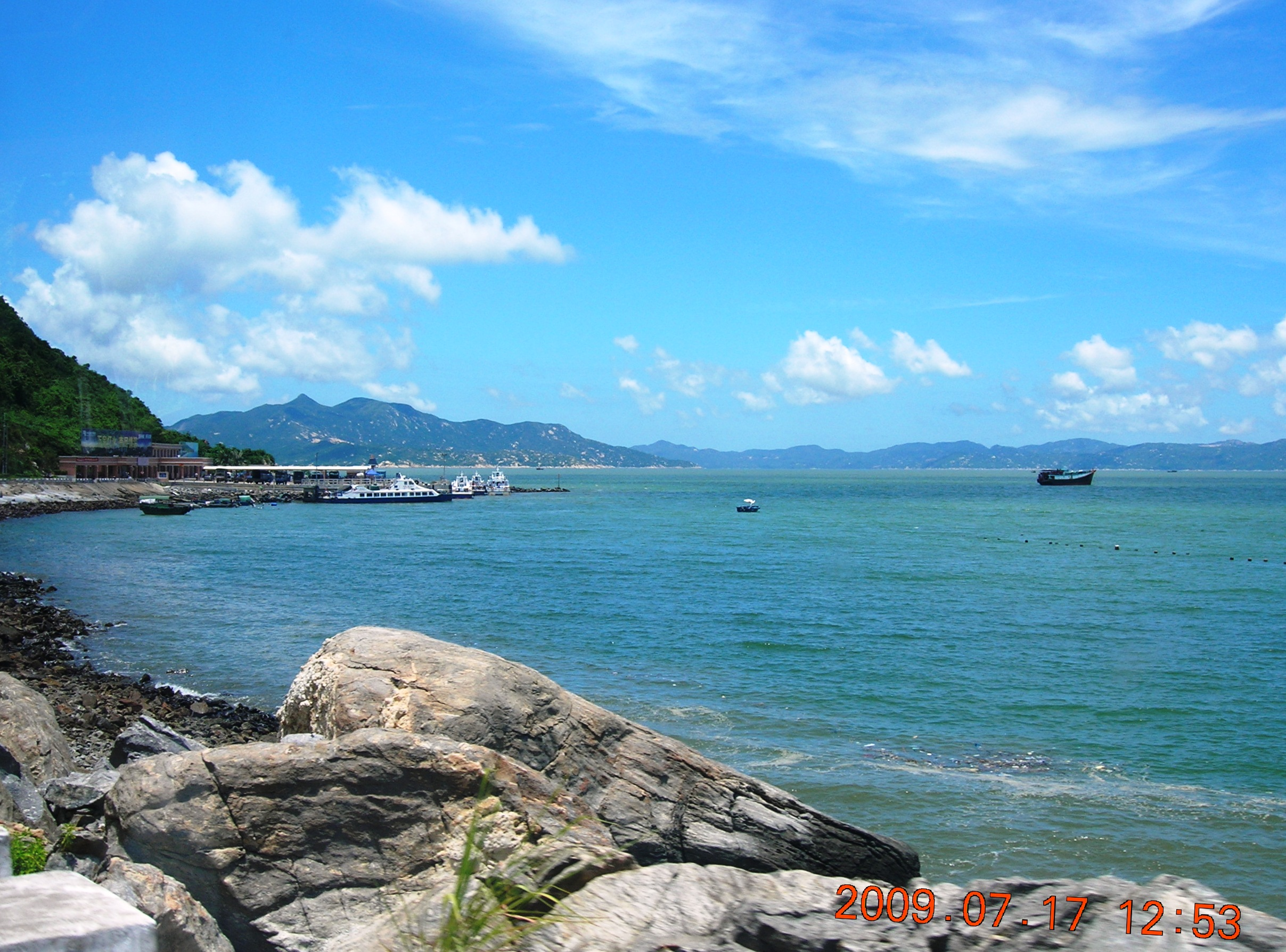
獨灣港

山咀港每天8：30-18：30，上、下川島每天8：15-18：15，車渡為每天8：00-17：30
- 往返上川島三洲港約30分鐘；
- 往返下川島獨灣港約35分鐘；
- 三洲港往返獨灣港約30分鐘。

註：所有航班會因天氣而有所調整。

### 現役船隊
- 川岛航运04：可承載168名乘客，航速每小時25.5海里，於2019年9月27日起進行試航，為江门台山市川山群岛旅游发展有限公司旗下船隻。

## 接駁交通

### 高速公路
- 西部沿海高速公路全线贯通。

### 公共交通
- 山咀港 ↔ 高铁台山站

### 專線
外
- 山咀港 ↔ 广州省站
- 山咀港 ↔ 珠海拱北
- 山咀港 ↔ 阳江
- 山咀港 ↔ 台山汽车客运站

内
- 三洲 ↔ 沙堤
- 三洲 ↔ 飛沙灘
- 獨灣 ↔ 聯南

### 自駕
可經黃茅海跨海通道中和立交往西部沿海高速，上川收費站出口前往港口。

## 相关
- 上川島
- 下川島

1. ↑  . 川山群岛旅游发展有限公司.   [2016年]. 原始内容存档于2024-06-19 （中文（中国大陆））.